# Sambir
Sambir (în ucraineană Самбір) este oraș regional în regiunea Liov, Ucraina. Deși subordonat direct regiunii, orașul este și reședința raionului Sambir. 

## Demografie
Componența lingvistică a orașului Sambir
     Ucraineană (95,16%)
     Rusă (2,31%)
     Polonă (2,31%)
     Alte limbi (0,16%)
Conform recensământului din 2001, majoritatea populației orașului Sambir era vorbitoare de ucraineană (95,16%), existând în minoritate și vorbitori de rusă (2,31%) și polonă (2,31%).

## Personalități născute aici
- Valerii Borzov (n. 1949), atlet ucrainean.